# 马库斯·利伯蒂
马库斯·利伯蒂（英語：Marcus Liberty，1968年10月27日—），美国NBA联盟前职业篮球运动员。他在1990年的NBA选秀中第2轮第42顺位被丹佛掘金选中。